# 青峰 (杨冈)
杨冈（Albert Young，1962年7月30日—），笔名青峰，是一名居住在瑞士的作家、詩人，歐洲華文作家協會副會長。

## 生平
1962年7月30日出生於臺灣，跟隨擔任記者的父親楊允達先後在臺灣、衣索比亞、法國生活。畢業於里昂中央理工学院、康奈尔大学，自康奈尔大学毕业后，进入一家国际大型跨国石油公司工作，先后担任该公司在多个国家的资深经理职务。2008年搬到瑞士，担任一家跨国工业集团的资深管理。
他自小受到父亲熏陶即酷愛寫作，初中時在法国創作的《自由》（La Liberté），獲得巴黎市政府頒發的最佳少年詩篇大獎。高中時就讀路易大帝中学，代表該校參加全國寫作大賽。2016年加入歐洲華文作家協會成为会员，能夠使用中文、英文和法文等三種語言創作作品，發表於台灣《秋水詩刊》。

## 獲獎
青峰榮獲台灣文藝協會第六十一屆文藝獎章“翻譯創作獎”、詩歌《觀音山》入選台灣2020第十屆新北市文學獎“新住民圖文創作獎”、微型小説《致命一鍵》榮獲中國江蘇省太倉市光輝獎第七屆法制微型小説“優秀獎”、微型小说《阿忠》荣获世界华文微型小说双年奖（2017－2018）“三等奖”。

## 评价
杨允达在《創世紀詩雜誌》為青峰詩選《瞬間》作序，評述长子青峰能用中、英、法三种语文写作的诗人，属于稀罕的作家；及其作品使用简洁、直接、透明的手法表现意象，写出一些虽然简单，但却在其生命中留下深深烙印的故事，以及一些迄今为止仍然令其激动且心跳不已的瞬间。

## 著作
中、英、法 3 語原創個人詩集：
- . 臺北市: 文史哲出版社. 2016年4月. ISBN 9789863143727.[8]
- . 臺北市: 文史哲出版社. 2017年5月. ISBN 9789863143666.[9]
- . 臺北市: 文史哲出版社. 2018年10月. ISBN 9789863144397.[10]